# جو کاکس
هلن جوآن کاکس (۲۲ ژوئن ۱۹۷۴ – ۱۶ ژوئن ۲۰۱۶) یک سیاستمدار اهل بریتانیا از حزب کارگر و عضو پارلمان «حوزهٔ پارلمانی بتلی و اسپن» در انتخابات ماه مهٔ ۲۰۱۵، با افزایش اکثریت کرسی، تا زمان مرگ خود در ۱۳ ماه بعد در ماه ژوئن سال ۲۰۱۶، بود. او در برستال واقع در یورکشایر غربی، مورد حمله با چاقو و تیراندازی قرار گرفت و در این حادثه به سختی مجروح شد. کاکس ساعتی بعد از این حمله بر اثر شدت جراحات در بیمارستانی در لیدز درگذشت.
جوآن کاکس در بتلی، غرب یورکشایر به دنیا آمد. او دانش‌آموختهٔ دانشگاه کمبریج بود که در سال ۱۹۹۵؛ پیش از کار به عنوان دستیار سیاسی، از آنجا فارغ‌التحصیل شده‌بود. او سپس به سازمان خیریهٔ بین‌المللی بشردوستانهٔ «آکسفام» پیوست، جایی که او تا رسیدن به ریاست سیاست‌گذاری و جلب حمایت در آکسفام بریتانیا رشد کرد.
در پی انصراف مایک وود نمایندهٔ بانفوذ حزب کارگر برای نامزدی مجدد برای سال ۲۰۱۵، کاکس از سوی حزب خود به عنوان نامزد نمایندگی «حوزهٔ انتخاباتی بتلی و اسپن» برگزیده و معرفی شد. پس از پیروزی و حفظ کرسی نمایندگی برای حزب کارگر، کاکس به یک مبارز در مسائل مربوط به «جنگ داخلی سوریه» تبدیل شد، و همچنین گروه پارلمانی همهٔ احزاب «دوستان سوریه» را تأسیس و مدیریت کرد.
در سال ۲۰۰۷ او به ریاست برنامه‌های بشردوستانهٔ بین‌المللی آکسفام در نیویورک رسید. کار در آکسفام، از جمله بازدید و ملاقات گروه‌های محروم در دارفور و افغانستان، فعالیت‌های سیاسی او را تحت تأثیر قرار داده بود.

## آغاز زندگی
کاکس در ۲۲ ژوئن سال ۱۹۷۴ در بتلی، غرب یورکشایر، انگلستان متولد شد، و در هکموندویک پرورش یافت. مادرش یک منشی مدرسه بود و
پدرش در یک کارخانهٔ تولید خمیردندان و اسپری مو کار می‌کرد. او آموزش متوسطهٔ خود را در دبیرستان دولتی (گرامر اسکول) هکموندویک گذراند؛ جایی که او «دختر ارشد» مدرسه بود. در طول تابستان، او به کارِ بسته‌بندی خمیردندان می‌پرداخت.
کاکس دورهٔ علوم سیاسی و اجتماعی را در کالج پمبروک دانشگاه کمبریج با موفقیت گذراند و با مدرک کارشناسی (BA) در سال ۱۹۹۵ از آنجا فارغ‌التحصیل شد. او اولین عضو خانوادهٔ خود بود که به دانشگاه می‌رفت. مرحلهٔ بعدی تحصیلی او مدرسهٔ اقتصاد و علوم سیاسی لندن بود. او از تجربهٔ پنج سالهٔ خود در کمبریج، اینگونه یاد می‌کند: آنچه اهمیت داشت این بود که «شما در کجا به دنیا آمده‌اید»... «چگونه صحبت می‌کنید» (با چه لهجه‌ای)،... و «که را می‌شناسید»... که مرا برای پنج سال آزار داد.

## کارها و فعالیت‌ها

### آغاز کار
پس از فارغ‌التحصیلی، کاکس مدتی به عنوان مشاور نمایدهٔ کارگر پارلمان بریتانیا؛ جوآن والی کار کرد، و این پیش از رفتن به بروکسل برای مدت دو سال به عنوان مشاور گِلِنزی کینوک، بود؛ که کینوک در آن زمان عضو پارلمان اروپا بود.
بین سال‌های ۲۰۰۱ و ۲۰۰۹، کاکس برای گروه‌های کمک‌رسانی آکسفام و آکسفام بین‌المللی کار کرد. در این گروه، نخست در بروکسل به عنوان رهبر فعالان «تلاش برای اصلاحات تجاری»، و سپس به عنوان رئیس سیاست‌گذاری و جلب حمایت در آکسفام بریتانیا در سال ۲۰۰۵، و رئیس برنامه‌های بشردوستانهٔ آکسفام بین‌المللی در شهر نیویورک در سال ۲۰۰۷ فعالیت کرد. [۱۳] کارها و مسوولیت‌های او در آکسفام که در آن‌ها او با گروه‌های محروم در دارفور و افغانستان روبه‌رو بود در شکل‌گیری فعالیت‌های سیاسی او تأثیرگذار بوده‌است.
کارهای امور خیریه‌ای کاکس به قرارگرفتن در نقش مشاورِ سارا براون (همسر گوردون براون، نخست‌وزیر سابق)، که خود رهبریِ «کمپین برای جلوگیری از مرگ‌ومیر در دوران بارداری و زایمان» را رهبری می‌کرد منجر شد. کاکس عهده‌دار صندلی ملی «شبکه زنان حزب کارگر» و مشاور ارشد صندوق آزادی، (به انگلیسی: Freedom Fund) (یک مؤسسهٔ خیریهٔ ضد برده داری) بود.
کاکس یک «طرفدارِ پروپاقرصِ ماندن» در مبارزات انتخاباتی که منجر به رفراندوم ۲۰۱۶ در مورد عضویت بریتانیا در اتحادیهٔ اروپا شد بود.

## کشته شدن
هلن کاکس نماینده ‍ پارلمان انگلیس که به داشتن مواضع بشر دوستانه و حمایت از مردم فلسطین و سوریه مشهور بود هدف حمله مسلحانه قرار گرفت و کشته شد. نحوه ترور خانم هلن بسیار دلخراش بود؛ نماینده ۴۱ ساله پارلمان و مادر دو کودک، هم چندین چاقو خورد و هم ۳ گلوله
جو کاس خطاب به نتانیاهو: تمام دنیا می‌داند که چیزی به اسم اسرائیل وجود ندارد، بهتر است به همانجایی بازگردید که از آنجا آمده‌اید.